# 海洋能
海洋能（或），亦稱海洋能源或海洋動力能，是指從海水運動、鹽度梯度及溫度差等自然現象中提取的可再生能源，主要形式包括潮汐能、波浪能、海流能、海洋溫差能及海水鹽差能。此類能源屬於水動力能（hydrokinetic energy）範疇，但與離岸風力發電不同，後者雖設置於海域，能量來源仍屬風能。  
全球海洋蘊藏巨量動能，可轉化為電力供家庭、交通及工業使用。由於全球多數人口集中於沿海地區，海洋能具備就近供電的區位優勢。英國碳信託公司2006年研究指出，此能源有望成為全球可再生能源供應的重要組成部分，其發展潛力取決於技術成本競爭力與市場擴張速度。  
儘管海洋能可替代化石燃料，其開發可能影響海洋生態系統，包括棲地干擾、噪音污染及海底電纜產生的電磁場等。學者提出緩解措施，如魚類友善渦輪設計與環境影響評估，以降低生態衝擊。在政策層面，英國、加拿大及韓國等國透過法規框架與經濟誘因推動潮汐及波浪能項目，美國研究則強調需建立有利條件以促進產業發展。  

## 簡介
在地球中海洋佔地表71％，而陸地則只有29％，海洋蘊藏豐富的資源與能量，所以充分利用海洋的能量，是人類解決能源危機的一個很好的選擇。而人類早從100多年前就開始了利用浩瀚的海洋的巨大能量來服務人類的探索。
海洋受到太陽，月亮等星球引力以及地球自轉、太陽輻射等因素的影響，以熱能和機械能的形式蓄在海洋裏，海洋能主要包括潮汐能、波浪能、洋流能等動能量和海洋温差能、海水鹽差能、海洋滲透能等，有專家估計，全世界海洋能的蘊藏量為750多億千瓦，這些海洋能源都是取之不盡、用之不竭的可再生能源。
海洋雖然有龐大的能量，但必須以高技術高成本來克服鹽水的高腐蝕性，而有些情況下甚至需要讓設備能承受深海的高壓環境。

## 主要能源種類

### 潮汐能
因為太陽、月亮與地球之間的萬有引力與地球自轉的運動使得海洋水位形成高低變化，這種高低變化，稱之為潮汐。
潮汐發電就是利用漲潮與退潮高低變化來發電，與水力發電原理類似。當漲潮時海水自外流入，推動水輪機產生動力發電，退潮時海水退回大海，再一次推動水輪機發電。

### 波浪能
海洋波浪是由太陽能源轉換而成的，因為太陽輻射的不均勻加熱與地殼冷卻及地球自轉造成風，風吹過海面又形成波浪，波浪所產生的能量與風速成一定比例。而波浪起伏造成水的運動，此運動包括波浪運動的位能差、往復力或浮力產生的動力來發電。波浪能是海洋能中能量最不穩定又無規律的能源。
波浪能是海洋能源發展最有潛力的一種，也是最有可能廣泛利用的能量。從技術角度也是最困難的技術。波浪據有不穩定性，具有大小變化性，浪大的時候非常大小的時候微波蕩漾。如果要利用波浪必須設計出克服波浪大小變化性質的發電系統。還要具備一個更加重要的條件，投資回報率，單位投入產電比例高。投資回報時間在5年內收回成本的就會有相當好的利用價值。

### 海流能
海流發電是利用海洋中的洋流流動推動水輪機發電，一般均在海流流經處設置截流涵洞的沉箱，並在其中設置一座水輪發電機，視發電需要增加多個機組，惟於每組間需預留適當的間隔以避免紊流互相干擾。目前海流發電應用構想種類甚多，但均屬研究性質，其技術可行性離商業化應用尚有段距離。

### 海水温差能
海洋温差能是利用海洋的表層海水與深層海水之間不同的溫度，透過温差汽化工作流體帶動渦輪機發電。海洋為最大的太陽能收集和貯存器。一般在熱帶地區，地層與1000米深之海水溫差可達25℃。理論上，只要有溫差存在，即可抽取能量。
溫差若愈大，則海洋熱能轉換之效率愈高，成本愈低，因此，海洋熱能轉換最適合熱帶或亞熱帶地區之發展。

### 海水鹽差能
海水鹽差能是利用海水（鹹水）和淡水之間的鹽度濃淡不同的化學電位差能，主要存在地區為河水和海水交界處，一些淡水充足的地方也可用鹽湖和地下鹽礦生產鹽差能，鹽差能是海洋能中密度最大的。
在淡水缺乏的地區,則可選擇利用正.負極材料電勢來產生電位差效應,可直接誘發海水中帶電的正.負離子直接釋放電能.此種發電須利用循環或抽取的天然海水,可以不用犧牲寶貴的淡水.

### 其他種類
- 潮流能
- 海洋滲透能
- 海洋生物能
- 海洋地熱能

## 海洋能源开发
英国在波浪和潮汐（海洋）发电方面很領先。 世界上第一个海洋能源测试设施于2003年建成，启动了英国海洋能源产业的发展。 总部位于苏格兰奥克尼群岛的欧洲海洋能源中心 (EMEC) 支持部署的波浪能和潮汐能设备比世界上任何其他单一地点都多。[需要引用] 该中心由苏格兰政府、高地和岛屿企业、碳信托、英国政府、苏格兰企业、欧盟和奥克尼群岛理事会提供约 3600 万英镑的资金建立，是唯一获得认可的波浪和岛屿理事会 世界海洋可再生能源潮汐测试中心，适合在一些最恶劣的天气条件下同时测试多个全尺寸设备，同时向国家电网发电。 
在该中心进行测试的客户包括 Aquamarine Power、AW Energy、Pelamis Wave Power、Seatricity、ScottishPower Renewables 和波浪现场的 Wello，以及阿尔斯通（原潮汐发电有限公司）、ANDRITZ HYDRO Hammerfest、川崎重工、Magallanes、Nautricity、 Open Hydro、Scotrenewables Tidal Power 和福伊特在潮汐站点上。 
除了设备测试之外，EMEC 还提供广泛的咨询和研究服务，并与苏格兰海洋局密切合作，以简化海洋能源开发商的同意流程。 EMEC 在海洋能源国际标准制定方面处于领先地位，并正在与其他国家建立联盟，向世界各地输出其知识，以刺激全球海洋可再生能源行业的发展。

## 環境問題
一般海洋能機組設備對環境的衝擊包含：
- 海洋哺乳動物和魚類被渦輪葉片困住的可能性；
- 機組運作時發出的水下噪音和電磁波；
- 設備成為環境的一體，改變水中生物及海鳥的習性，吸引或排斥特定物種；
- 對近岸及遠岸水域的水質及輸砂的影響。[2]

## 參看
- 海流
- 海浪
- 潮汐發電站
- 水力發電
- 可再生能源商业化
- 可再生能源

## 外部連結
- The Ocean Energy Systems Implementing Agreement （页面存档备份，存于）
- European Ocean Energy Association （页面存档备份，存于） （英文） 歐洲海洋能協會
- Ocean Energy Council （页面存档备份，存于） （英文） 海洋能協會
- SuperGen UK Centre for Marine Energy Research （页面存档备份，存于）
- Marine Energy Times, information website